# فابر-کاستل
فابر-کاستل (به آلمانی: Faber-Castell) از قدیمی‌ترین و بزرگ‌ترین شرکت‌های تولیدکننده نوشت‌افزار است که در سال ۱۷۶۱ تاسیس شد.
. دفتر مرکزی این شرکت در اشتاین آلمان قرار دارد که ۱۴ کارخانه و ۲۰ واحد فروش مرکزی را در سراسر جهان اداره می‌کند. این گروه تقریباً ۷۰۰۰ کارمند دارد و در بیش از ۱۰۰ کشور دنیا تجارت می‌نماید. فابر-کاستل هر ساله ۲ میلیارد مداد در بیش از ۱۲۰ رنگ مختلف تولید می‌کند.

## تاریخچه
کسب و کار فابر-کاستل از نیمه سده ۱۹ رونق گرفت. در دوران ریاست لوتار فون فابر نسل چهارم فابرها که مداد شش‌ضلعی را ساخت و با مارک A. W. Faber نخستین علامت تجارتی را برای یک مداد به ثبت رساند. مدادهای ای. دبلیو. فابر در ۱۸۴۳ وارد بازار آمریکا نیز شدند. نخستین شعبه خارجی فابرکاستل در ۱۸۴۹ در نیویورک، آمریکا تأسیس شد و به دنبال آن لندن (۱۸۵۱) و پاریس (۱۸۵۵)، وین و سن پترزبورگ (۱۸۷۴) گشایش یافتند.
اما در اواخر قرن، پس از مرگ دو پسر کوچک ویلهلم فون فابر فرزند بزرگ و جانشین لوتار نیز در ۱۸۹۳ از دنیا رفت و لوتار تا مرگش در ۱۸۹۶ به تنهایی از کارخانه سرپرستی می‌کرد. بیوه او که مالک کارخانه بود، سال‌های پایانی قرن را به اداره آن پرداخت. در ۱۸۹۸ دختر بزرگ ویلهلم اوتیلی فون فابر با کنت آلکساندر زو کاستل رودن هاوزن ازدواج کرد. به موجب وصیت لوتار، فرزندان خانواده نبایست نام فابر را از نام خانوادگی خود جدا کنند. بدین ترتیب خانواده جدیدی با نام فابر کاسل پدیدار شد. همچنان‌که نام شرکت نیز به فابر کاسل تغییر کرد و الکساندر فون گراف فابر کاستل آن را تا ۱۹۲۸ اداره می‌کرد. رولند فرزند او به ریاست کارخانه رسید و در ابتدای دهه ۳۰ در کارخانه‌ای در سائو کارلوس برزیل شریک شد، در دهه ۶۰ در لیما و استرالیا کارخانه‌های دیگر فابر کاستل تأسیس می‌شدند.
ونسان ون گوگ نقاش برجسته و مشهور نیز برای طراحی فقط از مدادهای فابر-کاستل استفاده می‌نمود چرا که معتقد بود فراتر از مداد نجاران و قابل‌قبول‌ترین سرچشمهٔ سیاهی است.(اشاره او به مدادی بود که نجاران استفاده می‌نمودند و کاملاً مستحکم و سیاه تیره بود)

## قلم برگزیده سال
فابر-کاستل هر سال یک قلم را به عنوان قلم سال خود انتخاب می‌کند. این قلم‌ها معمولاً ویژگی خاصی دارند و به عنوان نماد فابرکاستل در آن سال انتخاب می‌شوند.

## نگارخانه

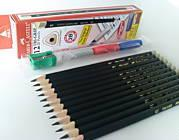
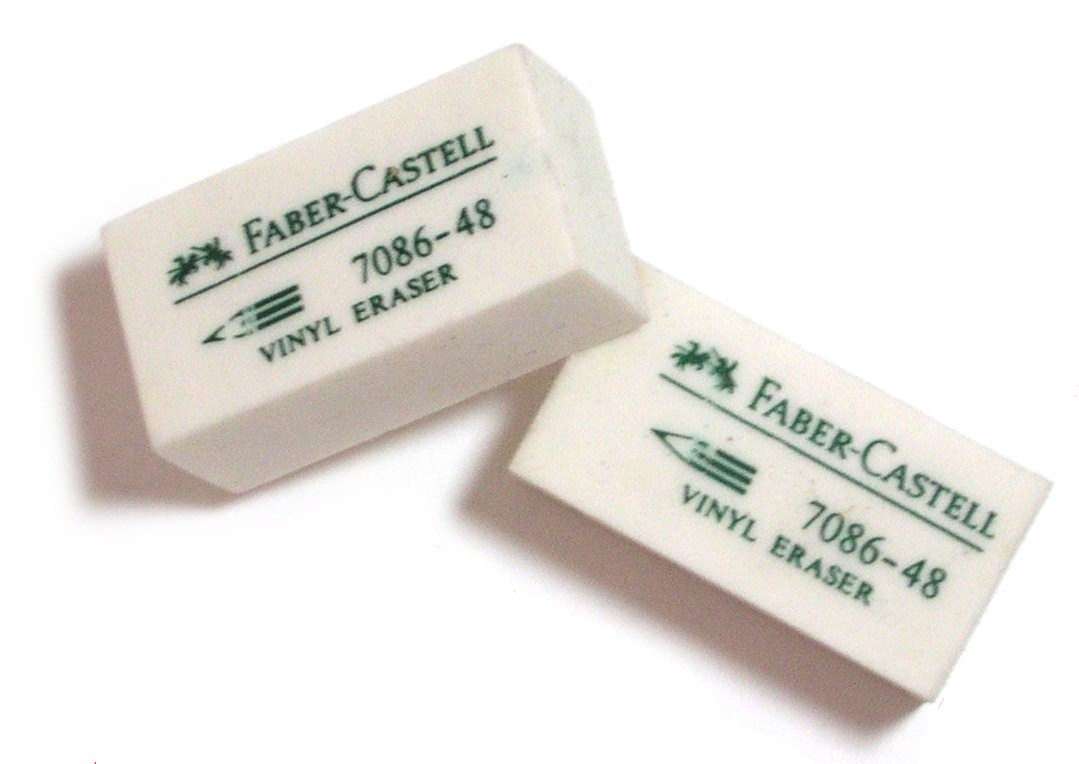
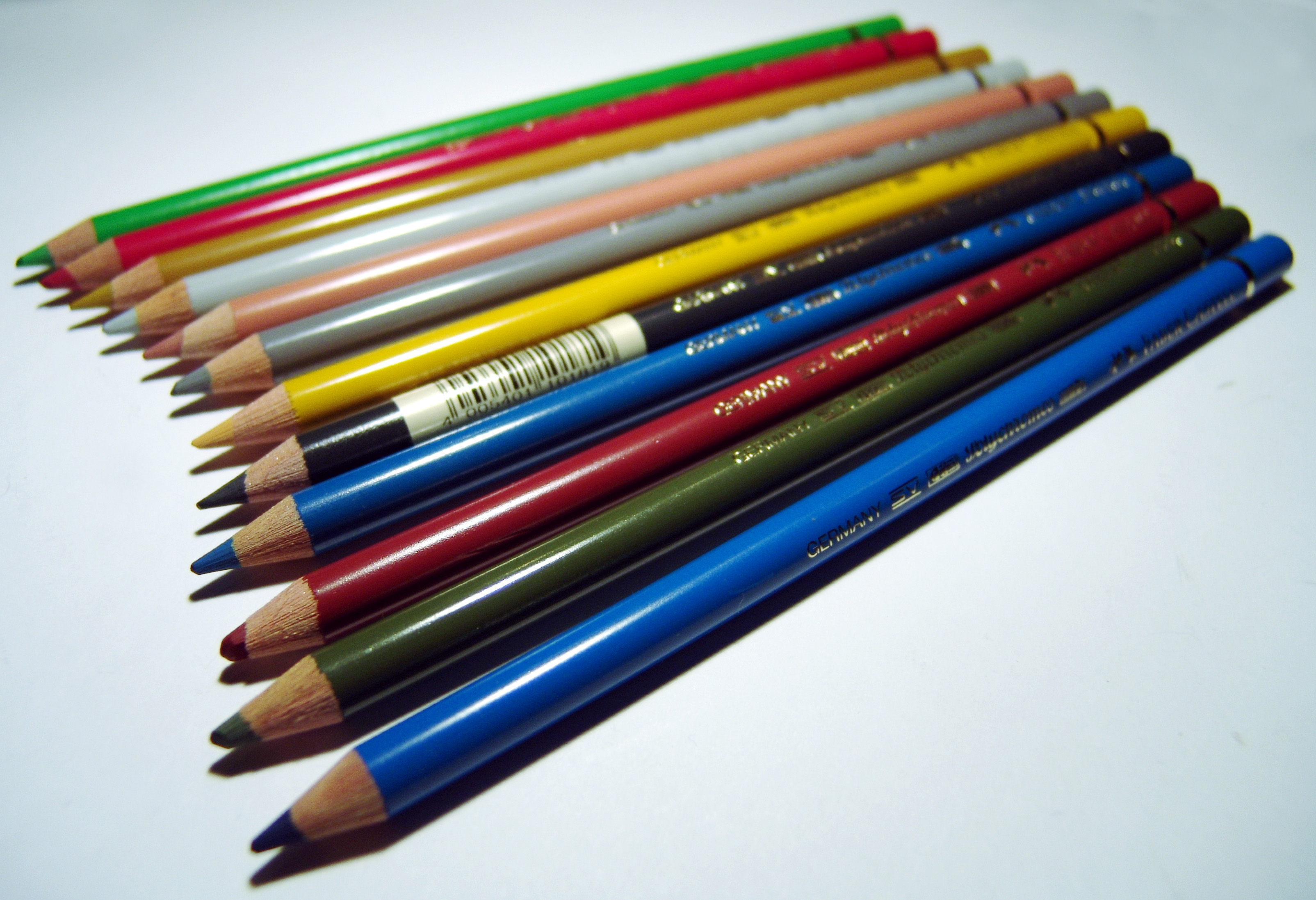
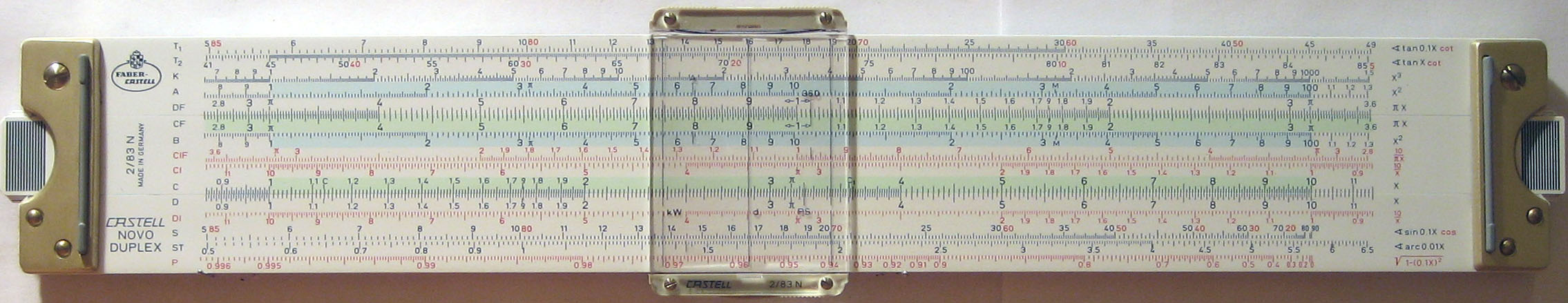
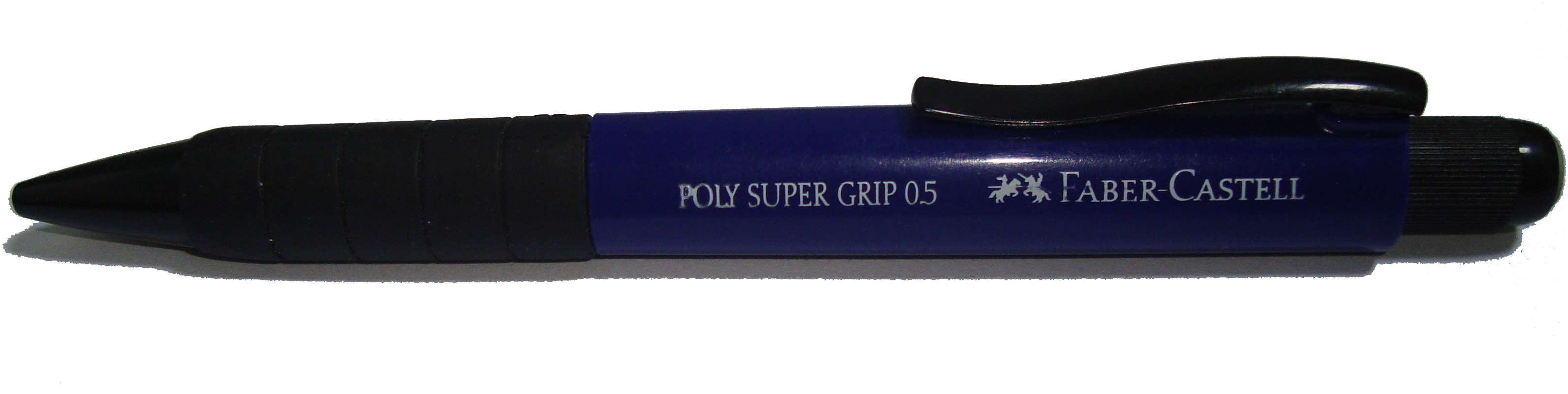
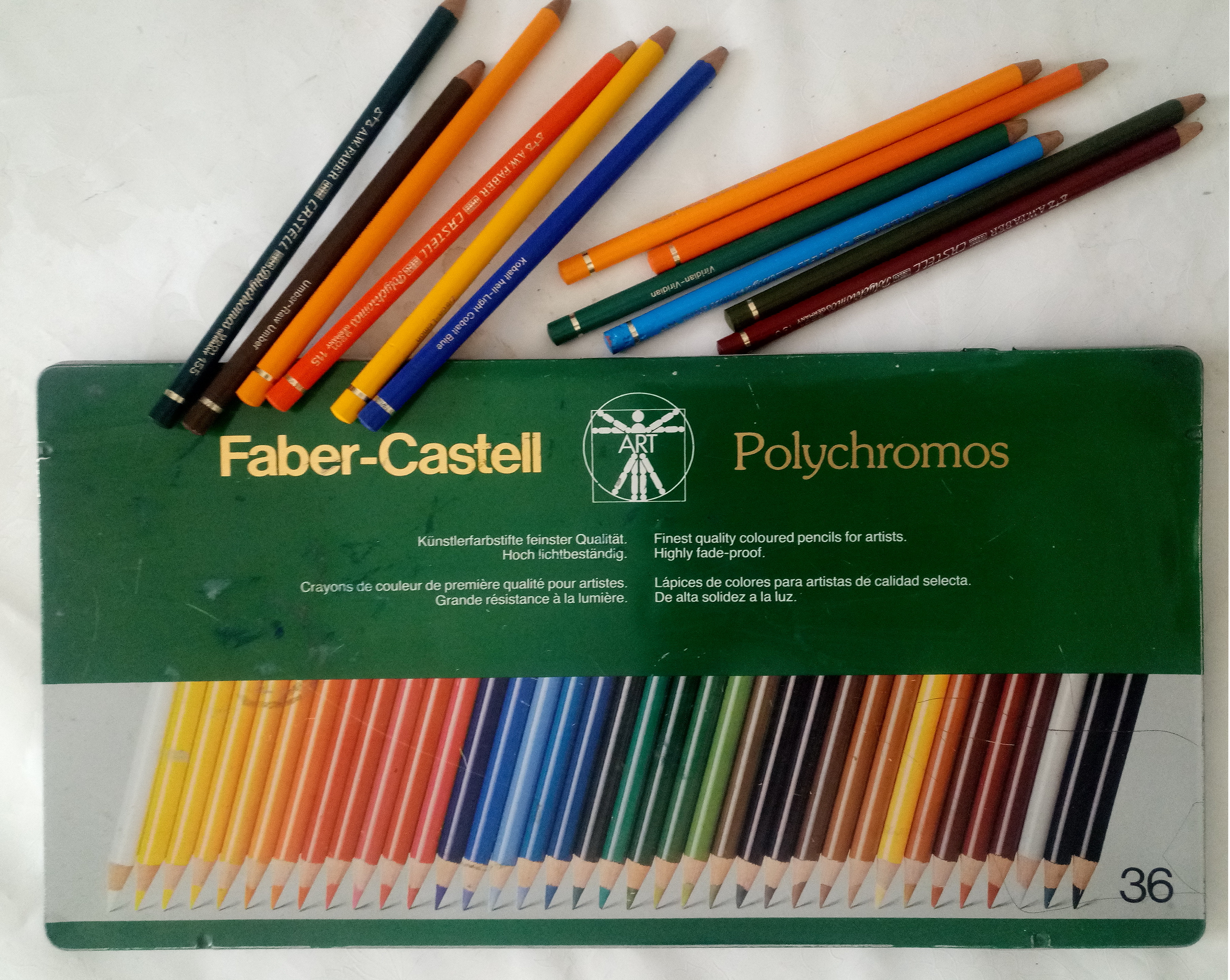